# آنتاگونیست آدرنرژیک

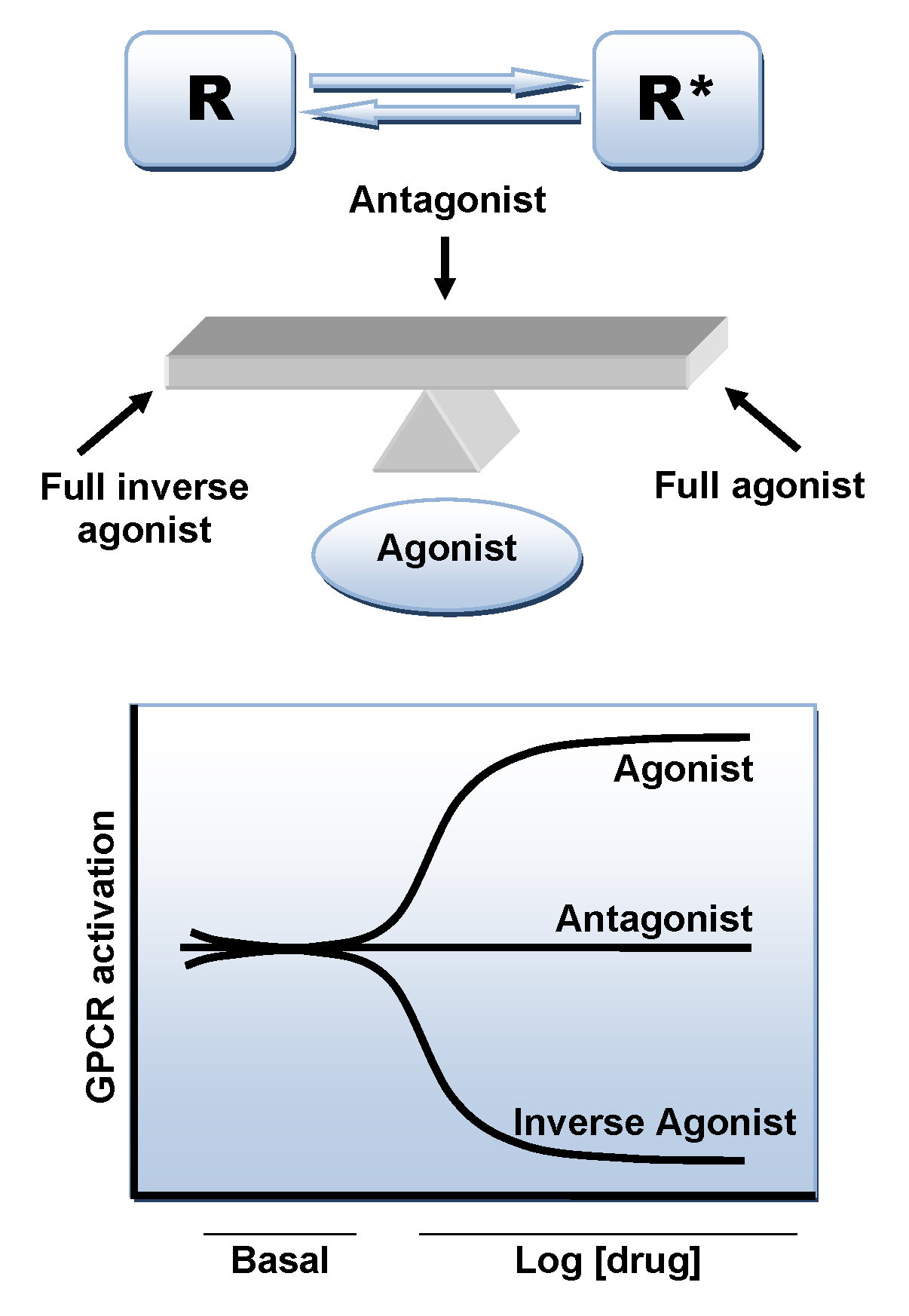
تعریف شماتیک آنتاگونیست، که در آن با آگونیست‌ها و آگونیست‌های معکوس مقایسه شده‌است.

آنتاگونیست آدرنرژیک(به انگلیسی: Adrenergic antagonist) دارویست که عملکرد گیرنده‌های آدرنرژیک را تحریک می‌کند. پنج گیرنده آدرنرژیک وجود دارد که به دو گروه تقسیم می‌شوند. اولین گروه، گیرنده‌های آدرنرژیک بتا (β) هستند که شامل گیرنده‌های β۱ ، β۲ و β۳ هستند. گروه دوم شامل گیرنده‌های آلفا (α) است و شامل گیرنده‌های α۱ و α۲ هستند. گیرنده‌های آدرنرژیک در نزدیکی قلب ، کلیه‌ها ، ریه‌ها و دستگاه گوارش قرار دارند. همچنین گیرنده‌های α-آدرنویی وجود دارند که بر روی عضله صاف عروقی قرار دارند.

## نمونه‌ها

### مسدودکننده‌های آلفا
- فنتولامین
- فنوکسی بنزامین
- تامسولوسین

### مسدودکننده‌های بتا
- پروپرانولول [۳]
- نبیولول
- آتنولول
- اکسپرنولول
- متوپرولول
- تیمولول [۴]
- پیندولول
- نادولول
- اسمولول
- آسبوتولول
- سوتالول
- تالینولول
- بتاکسولول

### عملکرد ترکیبی
- لابتالول [۴]
- کارودیلول

## مصارف پزشکی
آنتاگونیست‌های آدرنرژیک بیشتر برای بیماری‌های قلبی عروقی استفاده می‌شود. آنتاگونیست‌های آدرنرژیک به‌طور گسترده‌ای برای کاهش فشار خون و تسکین فشار خون بالا استفاده می‌شود. ثابت شده‌است که این آنتاگونیست‌ها درد ناشی از سکته قلبی و همچنین اندازه آنفارکتوس را که با ضربان قلب ارتباط دارد تسکین می‌دهند.
کاربردهای غیر قلبی عروقی کمی برای آنتاگونیست‌های آدرنرژیک وجود دارد. آنتاگونیست‌های آلفا-آدرنرژیک برای درمان سنگ‌های حالب، اختلالات درد و وحشت، علائم ترک مواد مخدر و بیهوشی استفاده می‌شود.

## پیوند به بییرون
- Adrenergic antagonists در سرعنوان‌های موضوعی پزشکی (MeSH) در کتابخانهٔ ملی پزشکی ایالات متحدهٔ آمریکا